# シャルル・マルテル (戦艦)
| 竣工直後のシャルル・マルテル | |
| 艦歴                         | |
| 発注                         | ブレスト海軍造船所 |
| 起工                         | 1891年8月 |
| 進水                         | 1893年8月29日 |
| 就役                         | 1897年3月8日 |
| 退役                         | 1915年 |
| その後                       | |
| 除籍                         | 1915年 |
| 前級                         | ブレニュス |
| 次級                         | カルノー |
| 性能諸元                     | |
| 排水量                       | 常備：11,693トン、満載：-トン |
| 全長                         | 121.5m 117.0m(水線長) |
| 全幅                         | 21.7m |
| 吃水                         | 8.4m |
| 機関                         | ラグラフ・ダル式石炭専焼水管缶24基 +シュナイダー式直立型三段膨張式レシプロ機関2基2軸推進 |
| 最大出力                     | 14.500hp |
| 最大速力                     | 18ノット |
| 航続距離                     | 10ノット/3,250海里(石炭：650トン) |
| 乗員                         | 560～644名 |
| 兵装                         | Model 1887 30.5cm(40口径)単装砲2基 Model 1887 27cm(45口径)単装砲2基 Model 1889-91 14cm(45口径)単装速射砲8基 65mm単装速射砲4基 47mm単装速射砲12基 37mm単装速射砲8基 45cm水中魚雷発射管単装4基 |
| 装甲                         | 舷側：275～450mm（水線面主装甲） 甲板：78mm(水平面) 主砲防盾：400mm(前盾) 副砲塔：225mm(前盾) バーベット：-mm                                                                                |

シャルル・マルテル (Charles Martel) は、フランス海軍が建造した前弩級戦艦であるが、フランス海軍では依然として装甲艦も戦艦も「艦隊装甲艦」と呼称しており区別はしていない。本艦はフランス海軍の1890年海軍計画により主力艦24隻を配備するべく10年間で10隻の戦艦を開始し、本艦はその1隻目であった。この整備計画において船体サイズや主砲・副砲の数や速力は近似するものの各艦別々の設計者による競争設計を採っていることに特色がある。そのため、各艦ごとに外観は異なっていた。同型艦はない。

## 艦形
船体形状は「ブレニュス」よりも特徴的なタンブル・ホーム型船体となっている。これは、水線部から上の構造を複雑な曲線を用いて引き絞り、船体重量を軽減できる船体方式で、他国では帝政ロシア海軍やドイツ海軍、アメリカ海軍の前弩級戦艦や巡洋艦にも採用された。外見上の特徴として水線下部の艦首・艦尾は著しく突出し、かつ舷側甲板よりも水線部装甲の部分が突出すると言った特徴的な形状をしている。このため、水線下から甲板に上るに従って船体は引き絞られ甲板面積は小さくなっている。これは、備砲の射界を船体で狭められずに広い射界を得られることや、当時の装甲配置方式では船体の前後に満遍なく装甲を貼る「全体防御方式」のために船体が短くなればその分だけ装甲を貼る面積が減り、船体の軽量化が出来るという目的に採られた手法である。
ほぼ垂直に切り立った艦首から艦首甲板に30.5cm単装主砲塔が1基、司令塔を組み込んだ艦橋からミリタリーマストが立つ。ミリタリーマストとはマストの上部あるいは中段に軽防御の見張り台を配置し、そこに37mm～47mmクラスの機関砲(速射砲)を配置した物である。これは、当時は水雷艇による奇襲攻撃を迎撃するために遠くまで見張らせる高所に対水雷撃退用の速射砲あるいは機関砲を置いたのが始まりである。形状の違いはあれどこの時代の列強各国の大型艦には必須の装備であった。
本艦のミリタリーマストは頂部には三層式の見張り台があり、中段に47mm単装速射砲が1基ずつ計4基が配置され、後部ミリタリーマストも同形式で前後4基ずつ計8基配置された。前部ミリタリー・マストの背後には断面図が小判型の煙突が二本立つ。艦橋の後部から煙突を挟んで後部ミリタリーマストに至るまでフライング・デッキ(空中甲板)と呼ばれる構造物が設けられた。これは、船体舷側に27cm副砲塔を配置したために爆風により艦載艇を破損するのを防ぐためと、艦載艇の作業面積を増やす工夫で、これと似たような様式は船体舷側に主砲塔を配置する弩級戦艦時代のイギリス海軍戦艦「ネプチューン」から「エジンコート」にかけて採用された。
2番煙突の後方には艦内や機関区に外気を入れるためのキセル型通風筒が中央部に並列に3本立っている。通風筒の背後に後部ミリタリー・マストが立ち、その後ろに30.5cm単装主砲塔が後向きに1基配置された。また、甲板一段分下がった舷側には27cmという大口径の単装副砲塔が船体中央部に片舷1基ずつ計2基置かれ、27cm副砲塔を囲むように前後に2基ずつと前後ミリタリー・マストの左右に14cm単装砲塔が片舷4基計8基が配置された。この配置により艦首尾線方向に最大30.5cm砲1門、27cm砲2門、14cm砲4門が指向でき、左右方向には最大30.5cm砲2門、24cm砲1門、14cm砲4門が指向でき強力な火力を誇っていた。

## 参考図書
「世界の艦船増刊第38集　フランス戦艦史」(海人社)